# Queenstown, Oos-Kaap
Queenstown este un oraș din Provincia Eastern Cape în Africa de Sud.